# Merel Smulders
Merel Smulders (23 de janeiro de 1998) é uma ciclista neerlandesa.
Ela foi a vencedora da medalha de prata no Campeonato Mundial de BMX UCI de 2018, atrás de sua irmã, Laura Smulders. Conquistou a medalha de bronze na corrida BMX nos Jogos Olímpicos de 2020 em Tóquio.